# Piotr Rewaker
Piotr Rewaker (także: Rewacker, Rawacker, Runackir, Rawmacker, Rwacker, Runak, zm. po 1470) – poznański mieszczanin, burmistrz Poznania, jeden z najbardziej aktywnych kupców poznańskich swojego czasu.

## Życiorys
Nie ustalono skąd pochodził on i jego rodzina. Wymieniany jest w dokumentach źródłowych w latach 1434–1441, a potem zapewne przebywał w długiej podróży. Powrócił do miasta w 1447, nawiązując wówczas ścisłe kontakty handlowe z Łukaszem Górką I, który był starostą generalnym wielkopolski oraz wojewodą poznańskim i dyplomatą. W latach 1447–1448 i 1451–1454 był członkiem rady miejskiej. Od 1452 do 1454 sprawował godność burmistrza Poznania. W 1453 był uczestnikiem rozmów z wysłannikami Związku Pruskiego, które odbyły się w Poznaniu, a poświęcone były kwestiom przynależności Pomorza do Polski. W czasie wojny trzynastoletniej podejrzewany był o współpracę z Krzyżakami, ale sądownie oczyszczono go z tych zarzutów. Mimo to jego rada miejska bez poparcia Górki, który był w krzyżackiej niewoli, upadła. Jako jedyny ze starej rady otrzymał urząd rajcy w nowej radzie (od 1454). Od 1459 do 1469 corocznie piastował jakiś urząd w samorządzie miejskim, był albo rajcą, albo ławnikiem. Żył na pewno 25 maja 1470, a wkrótce potem zmarł.

## Działalność kupiecka
Miał kontakty z kupcami z Sandomierza, Radomia, Warszawy, Gdańska, Torunia, Wrocławia oraz ze Lwowa, Norymbergi i Brunszwiku. Handlował głównie futrami, pieprzem, winem i innymi towarami. Miał kamienicę na poznańskim Starym Rynku (obecny numer 65), winnicę na Nowych Ogrodach i grunty na Świętym Marcinie. Od 1456 dzierżawił podmiejską wieś Luboń (m.in. trzy młyny). Wraz z Janem Lubickim miał przywilej wyłączności na wyszynk win zagranicznych w Poznaniu, a także prawo pierwokupu win zagranicznych przywożonych do miasta przez kupców obcych. Dzierżawił również ungelt (podatek od napojów alkoholowych).

## Życie prywatne
Miał żonę, Helenę (Elenę), kramarkę, która go przeżyła. Nie miał dzieci. Majątek odziedziczył po nim siostrzeniec, Kasper Binder.